# Щукинская улица
Щу́кинская у́лица — улица на северо-западе Москвы в районе Щукино Северо-Западного административного округа между Пехотной и Новощукинской улицей. На пересечении с Новощукинской улицей находится станция метро «Щукинская».

## Происхождение названия
Первоначально называлась Золотой улицей в селе Покровском-Стрешневе, что связывают с проживавшими некогда на ней золотарями (ассенизаторами). Переименована 7 июня 1922 года для устранения одноимённости по соседней деревне Щукино, в направлении которой вела.

## Описание
Щукинская улица начинается от Пехотной улицы, проходит на запад, пересекает улицу Академика Курчатова, справа на неё выходит Виндавская улица. Заканчивается на пересечении Новощукинской улицы и улицы Маршала Василевского, где расположены выходы станции метро «Щукинская».

## Учреждения и организации
по нечётной стороне:
- № 1 — Научно-исследовательский институт трансплантологии и искусственных органов ФГУ;
- № 5 — Всероссийский центр медицины катастроф «Защита» ФГУ;

по чётной стороне:
- № 2 — Салон красоты БонЖур (ЖК «Доминанта»)
- № 6 — Институт доклинической и клинической экспертизы лекарственных средств; Институт стандартизации и контроля лекарственных средств Научного центра экспертизы средств медицинского применения ФГУ;
- № 6, корпус 2 — Центр крови Федерального медико-биологического агентства;
- № 12 — Пенсионный фонд РФ, отд. по Москве и Московской Области, Главное управление № 9;
- № 12, корпус 1 — НПФ «Нуклид»; журнал «Успехи физических наук»;
- № 16/18 — детский сад № 45;
- № 20 — Центральный клинический военный госпиталь ФСБ РФ (терапевтическое отделение);
- № 38, строение 1 — противотуберкулёзный диспансер Северо-Западного Адм. Округа № 13;
- № 40 — Научно-технический центр радиационно-химической безопасности и гигиены (НТЦ РХБГ);
- № 42 — Торгово-развлекательный комплекс «Щука».